# Roger Grosjean
Roger Grosjean (Chalon-sur-Saône, 25 luglio 1920 – Ajaccio, 7 giugno 1975) è stato un aviatore e archeologo francese, pilota dell'Armée de l'air, specializzato nella preistoria della Corsica.

## Opere
- Grosjean, R. (1955). Les statues-menhirs de la Corse I. Études corses, 7-8, 5-36.
- Grosjean, R. (1961). Filitosa et son contexte archéologique. Monuments et Mémoires Piot T. 52 - Paris: P.U.F.
- Grosjean, R. (1964). Le complexe torréen fortifié de Cucuruzzu (Levie, Corse). Première campagne de fouilles 1963. Bulletin de la société préhistorique française, LXI, 1, 185-194.
- Grosjean, R. (1966). La Corse avant l’histoire. Paris: Klincksieck.
- Grosjean, R. (1966). Recent work in Corsica. Antiquity, XL, 159, 190-198.
- Grosjean, R. (1967). Le complexe monumental fortifié torréen du Castello d’Araggio (Commune de San-Gavinodi-Garbini. Corse). Bulletin de la société préhistorique française, LXV, 9, cclvj-cclcvij.
- Grosjean, R. (1968). Nouvelles statues-stèles découvertes en Corse. Bulletin de la société préhistorique française, LXV, 8, 195-198.
- Grosjean, R. (1972). Les alignements de Pagliaiu (Sartène, Corse). Bulletin de la société préhistorique française, LXIX, 2, 607- 617.
- Grosjean, R. (1975). Torre et Torréens : Âge du bronze de l’île de Corse. Collection: Promenades archéologiques, 3. Centre de préhistoire corse.